# Simple API for XML
Simple API for XML (англ. Простий програмний інтерфейс для роботи з XML, скорочено SAX) — специфікація прикладного програмного інтерфейсу для послідовного отримання даних із структурованих XML документів. Цей інтерфейс є поширеною альтернативою Document Object Model (DOM).
Аналізатор, який реалізує інтерфейс SAX (англ. SAX Parser) обробляє інформацію із XML документа як єдиний потік даних. Цей потік даних доступний лише в одному напрямі, тобто, раніш оброблені дані неможливо повторно прочитати без повторного аналізу.
Більшість програмістів XML технологій вважають, що обробка XML документів відповідно парадигмі SAX, в цілому, швидша, аніж при використанні DOM. Це пояснюється тим, що потік SAX потребує набагато меншого обсягу пам'яті у порівнянні із побудовою повного дерева DOM.
SAX аналізатори реалізують з використанням підходу передачі повідомлень, коли програмісту необхідно описати обробники подій, які викликаються аналізаторами під час обробки XML документа.
SAX було розроблено зусиллями спільноти списку розсилки xml-dev, без формальних комітетів, але він був швидко визнаний компаніями, які спеціалізуються на засобах обробки XML документів. Першим головним розробником та інженером супроводу був Давід Маггінсон.

## Приклад роботи
Розглянемо принципи роботи використовуючи наступний документ як приклад:
```
<?xml version="1.0" encoding="UTF-8"?>
<greeting>
  <type age="20">Привіт</type>
  <?mark SAMPLE ?>
</greeting>

```

SAX аналізатор, обробляючи цей документ, генеруватиме події та надсилатиме їх на відомі йому обробники подій в такій послідовності:
1. startDocument()
2. startElement(«greeting»)
3. ignorableWhitespace(новий рядок та «  »)
4. startElement(«type», з атрибутом «age»)
5. character(«Привіт»)
6. endElement(«type»)
7. ignorableWhitespace(новий рядок та «  »)
8. processingInstruction(«mark», «SAMPLE»)
9. ignorableWhitespace(новий рядок)
10. endElement(«greeting»)
11. endDocument()

## ІнтерфейсиAPISAX
- XMLReader
- XMLFilter
- EntityResolver
- ErrorHandler
- ContentHandler
- DTDHandler
- Attributes
- AttributeList
- Locator

### Інші технології обробки XML документів
- Document Object Model
- XSL Transformations (XSLT)
- Streaming Transformations for XML (STX)
- System Integrated Automaton parser

### XML аналізатори та API які підтримують SAX
- Xerces(інші мови)
- MSXML(інші мови)
- Crimson XML
- JAXP(інші мови): Java API for XML Processing